# Агнелу, Жералду Мажела
Жералду Мажела Агнелу (порт. Geraldo Majella Agnelo; 19 октября 1933, Жуис-ди-Фора, Бразилия — 26 августа 2023, Лондрина, Бразилия) — бразильский кардинал. Епископ Толеду с 14 мая 1978 по 4 октября 1982. Архиепископ Лондрины с 4 октября 1982 по 16 сентября 1991. Секретарь Конгрегации Богослужения и Дисциплины Таинств 16 сентября 1991 по 13 января 1999. Архиепископ Сан-Салвадора-да-Баия и примас Бразилии с 13 января 1999 по 12 января 2011. Председатель епископской конференции Бразилии с 5 мая 2003 по 11 мая 2011. Кардинал-священник с титулом церкви Сан-Грегорио-Маньо-алла-Мальяна-Нуова с 21 февраля 2001.

## Болезнь и смерть
В декабре 2022 года Агнелу перенёс инсульт, и после этого у него было плохое самочувствие. 25 августа 2023 года его состояние быстро ухудшилось, и он находился в отделении интенсивной терапии. Агнелу умер на рассвете в Лондрине 26 августа 2023 года в возрасте 89 лет.